# Ibersko gorovje
Ibersko gorovje (špansko: Sistema Ibérico, izgovarja se [sisˈtema iˈβeɾiko]) je eden glavnih sistemov gorskih verig v Španiji. Sestavljeno je iz obsežnega in zapletenega območja večinoma razmeroma visokih in razgibanih gorskih verig in masivov, ki so v osrednji regiji Iberskega polotoka, vendar segajo do skoraj sredozemske obale v Valencijski skupnosti na vzhodu.
S hidrografskega vidika je ta sistem najpomembnejši na polotoku, saj ločuje porečja večine večjih rek v Španiji in na Portugalskem, vključno z porečjem Ebra, od porečij Douro, Tagus in Guadiana (Záncara-Gigüela), Júcar in Turia.
V nekaterih območjih so pomembna rudarska območja, kot so Sierra Menera, Sierra de Arcos in Sierra de San Just, zaradi česar je sistem že od antičnih časov ena glavnih rudarskih regij v Španiji. Ena od comarc Aragonije, ki je v Iberskem gorovju, je dobila ime Cuencas Mineras, lit. Rudarski bazeni, saj je rudarstvo glavna dejavnost v regiji.

## Lega in opis
Pogorje Sistema Ibérico meji na Meseo Centrali na njenem zahodnem koncu in jo ločuje od doline Ebra in od sredozemske obale.
Ta sistem teče severozahod-jugovzhod med planoto Ebra in Meseto več kot 500 km, od koridorja La Bureba v provinci Burgos blizu Cordillere Cantábrice do Sredozemskega morja blizu Valencije na jugu in blizu Tortose in delte reke Ebro na vzhodu. Glavnina Iberskega gorovja je v južni polovici Aragonije. Prebaetski sistem se dviga južno od najjužnejšega konca Iberskega gorovja.
Geologija Iberskega gorovja je zapletena, saj jo je težko opredeliti kot homogen sistem. Sestavljena je iz naključnega in pestrega niza gorskih verig, masivov, planot in depresij brez določene skupne petrološke sestave in celotne strukture. Nummulitni apnenec, marmor in peščenjak so pogosti po vsem območju. Nekateri deli sistema so geološko izolirani in prekinjajo kontinuiteto celote, povezani pa so z drugimi deli prek visokih planot različnih nadmorskih višin.

## Ekologija in človekove aktivnosti

### Odseljevanje prebivalcev
Velika območja goratega Iberskega gorovja so že od začetka 20. stoletja močno opustošena. Veliko mest duhov in zapuščenih vasi je raztresenih po različnih delih Iberskega gorovja, zlasti v provinci Teruel. [5] Veliko preživelih krajev ima le preostalo stalno prebivalstvo. V nekaterih primerih mnogi prebivalci niso več domačini, ampak priseljenci iz Romunije ali Magreba, ki delajo kot pogodbeni delavci v kmetijskih dejavnostih.
Izseljevanje s podeželskih gorskih območij v Španiji se je povečalo po načrtu General Franco Plan de Estabilización leta 1959. Prebivalstvo je strmo upadalo, ko so se ljudje izseljevali v industrijska območja velikih mest in obalnih mest, kjer je rasla turistična industrija. Drugi vzroki velikega izseljevanja so bili opustitev tradicionalnih kmetijskih praks lokalne mladine, ki so bile glavni nosilec vaškega gospodarstva, kot je gojenje ovac in koz, ter spremembe življenjskega sloga, ki so v drugi polovici 20. stoletja zajele podeželsko Španijo.

### Živalstvo
Močna depopulacija je naklonjena divjim živalim, tako da je v Iberskem gorovju ena zadnjih kolonij beloglavih jastrebov. V osamljeni višini so razmeroma pogosti tudi volkovi in orli (planinski orel, kragulji orel, mali orel, kačar). Med sesalci imajo med mnogimi od teh opuščenih gorskih verig svoj življenjski prostor španski kozorog, srnjad, divja svinja, evropski jazbeci (Meles meles), Genetta genetta.
Najpogostejši plazilci v Iberskem gorovju so Lacerta lepida, Psammodromus algirus, Psammodromus hispanicus, Podarcis muralis in Podarcis hispanicus. Chalcides chalcides, Chalcides bedriagai in Anguis fragilis so razmeroma redki. Kače v teh gorah so Natrix maura, Natrix natrix, Malpolon monspessulanus, Elaphe scalaris, Coronella girondica, Coronella austriaca in Vipera latastei.
Nekaterih dvoživk je v celotnem sistemu veliko ali v njih, kot so Rana perezi, Bufo bufo, Bufo calamita, Alytes obstetricans, Triturus marmoratus in Lissotriton helveticus, slednji tudi na visoki nadmorski višini, bodisi v presihajočih ali stalnih vodnih telesih. Hyla arborea in Salamandra salamandra sta nekoliko redkejši, vendar še vedno široko razširjeni, zlasti v vlažnih gozdnatih območjih. Pleurodeles waltl pa v gorskih predelih redko najdemo. Vodni nevretenčarji, vključno z raki Austropotamobius pallipes in nekatere ribe, kot sta Salaria fluviatilis in Cobitis paludica, so pogosti v zgornjem toku rek Iberskega gorovja. Nekateri gorski potoki so založeni s postrvmi.
Tradicionalne dejavnosti gojenja govedi, ki so bile prej tako pomembne v osrednjem delu, so še ohranjene na suhih travnikih v nekaterih. Številni lovci obiskujejo gorovje, predvsem tiste dele, ki so razmeroma bližje mestnim območjem, zlasti ob vikendih.

### Rastlinstvo
Nekateri deli imajo gozdnate zaplate, ki jih sestavljajo predvsem borovci obmorski bor (Pinus pinaster), rdeči bor (Pinus sylvestris) in rušje (Pinus uncinata) ter hrasti Quercus rotundifolia, Quercus pyrenaica in Quercus faginea, celo bukev Fagus sylvatica in navadna breza (Betula pendula), rastejo v nekaterih vlažnih pobočjih, najde pa se tudi orlova praprot (Pteridium aquilinum) in praprot Polypodium vulgare.
Druga območja so skalnata in precej gola z resavo (Erica arborea, Erica vagans, Calluna vulgaris), košeničico ( Genisteae) ter timijani in travniki Festuca in Nardus stricta. Redek gozd ali grmičevje lahko vključuje navadni brin (Juniperus communis), Juniperus thurifera, Cytisus purgans, Erinacea anthyllis in Calluna vulgaris grm. Pogosto so južna pobočja bolj suha od severnih in so lahko v obdobju daljše suše izpostavljena požarom, zlasti poleti.
Močvirja na Iberskem polotoku niso pogosta, toda barja v visokogorju nastajajo na nekaj območjih Iberskega gorovja, kjer voda zastaja, na primer blizu Orihuele del Tremedal, Bronchales in v kraju, imenovanem Fuente del Hierro, na nadmorski višini 1400 in 1550 m. Na teh barjih rastejo predvsem mahovi Polytrichum, srčna moč (Potentilla erecta), navadna mastnica Pinguicula vulgaris, borovnica (Vaccinium myrtillus), Calluna vulgaris in tudi mesojeda rastlina okroglolistna rosika (Drosera rotundifolia), ki ne raste bolj južno v zahodni Evropi.
Centaurea pinnata je ogrožena rastlinska vrsta, prisotna v gorskih verigah Sierra de Vicort in Sierra de Santa Cruz.

## Gorske verige
Ibersko gorovje obsega več gorskih verig in masivov:
- Severno: Sierra de la Demanda, Sierra de Neila, Mesa de Cebollera in Picos de Urbión na severozahodu, Sierra de Alcarama, Sierra de Peñalmonte, Sierra de Moncalvillo in izolirani masiv Moncayo na severu, ki je vedno zoprn s snegom pozimi z vzhodnim podaljšanjem Sierra de Nava Alta.
- Zahodni: Manjši in bolj suhi gorski verigi blizu prehodnega območja s Kastiljskim gorovjem, kot so Sierra de Perdices, Sierra Ministra, Sierra de Caldereros (Águila 1443 m), Sierra de Pardos, Sierra de Miñana, Sierra de Solorio, Sierra de Selas (Aragoncillo 1517 m) in Parameras de Molina (Mojón Alto 1408 m).
- Osrednje: Številne gorske verige, ki so v osrčju sistema, kot so Sierra de la Virgen, Sierra de Vicort, Sierra de Algairén, Sierra de Santa Cruz, Sierra de Cucalón, Sierra de Herrera, Sierra de San Just, Sierra de Lidón in Sierra Palomera, med drugim.
- Jugozahod: Serranía de Cuenca, Sierra Menera, Sierra de Albarracín, Montes de Picaza (Colmenarejo 1426 m), Montes Universales in Sierra de Mira.
- Jugovzhod: Sierra de Javalambre, Sierra del Toro, Sierra de Gúdar, Sierra de Mayabona, Sierra de Camarena, Sierra de Sollavientos, Sierra del Rayo in Sierra de Pina.
- Vzhodni: zaporedje območij, ki segajo do Sredozemskega morja, vključno z Maestrat ali Maestrazgo z masivom Penyagolosa, Sierra de la Lastra, Sierra de los Caballos, Sierra de Garrocha, Sierra de la Cañada, Sierra Carrascosa, Port de Morella, Serra de la Creu, Serra d'En Segures, Serra d'en Galceran, Serra d'Esparreguera, Serra de Vallivana, Serra d'En Celler, Serra del Turmell, Serra de l'Espadella in Moles de Xert, pa tudi Talaies d'Alcalà, Serra de la Vall d'Àngel, gore Cervera, Serra de Sant Pere, Serra Calderona in Serra d'Espadà na vzhodnem koncu.
- Severovzhod: zapleteno gorsko območje, ki se povezuje s katalonskim predobalnim pogorjem, ki vključuje pristanišča Tortosa-Beseit[12][13] in gore Benifassà.

### Glavne značilnosti
- Sušno območje Sierra de los Caballos se dviga za Molinosom
- Glavni vrhovi masiva Moncayo se dvigajo za Cueva de Agreda
- Sierra del Bollón, vznožje masiva Moncayo, blizu Fuendejalóna
- Sierra de Santa Cruz blizu Daroce
- Masiv Roques de Benet na zahodni strani Ports de Beseit
- Sierra Mayabona
- Laguna Negra na območju Picos de Urbión
- Sierra de San Just nad Ejulve
- Sierra de Algairén, ki se dviga za Almonacid de la Sierra
- Robustna Sierra de Albarracín
- Črni borovci blizu Valdelinaresa, Sierra de Gúdar
- La Modorra, najvišji vrh v sistemu Sierra de Cucalón
- Sierra de la Virgen za Gotorjem
- Pogled na Morelo
- Calatayud s Sierro de Vicort v ozadju
- Purujosa iz Cabeza
- Odprto pridobivanje železove rude v Sierra Menera
- Sierra de Alcarama v La Rioja
- "Pico Palomera", del osrednje dvižne verige v udarni konstrukciji Rubielos de la Cérida v Sierra Palomera
- Cabezo del Santo, Sierra de Castejón, Brieva de Cameros, La Rioja
- Callejones de Las Majadas v Serranía de Cuenca
- Pogled na Calmarzo s pečinami Sierra de Solorio nad mestom
- Sierra de Miñana iz gradu Peñalcázar v provinci Soria
- Vrh Ranera v Sierri de Mira
- Severovzhodni del Sierre Carrascosa s kamnito formacijo "Guerrero Romano"
- Vrh Monegre v Sierra de Nava Alta
- Južna stran vrha Isasa, Sierra de Peñalmonte
- Laguna de Gallocanta, ki se nahaja v endorejskem bazenu Iberskega sistema
- Hrib na območju Sierra de Arcos z nenavadnimi skalnimi formacijami na vrhu
- Vistabella de Huerva pod območjem Sierra de Herrera
- Jama Paridera, v reki Piedra, poleg Monasterio de Piedra, Španija
- Montenegro de Cameros, tipična vas v severnem delu območja

### Vrhovi
Glavni vrhovi v gorovju so: Moncayo (2313 m), Monte San Lorenzo (2262 m), Pico de Urbión (2228 m), Peña Cebollera (2129 m), Javalambre (2020 m) in Peñarroya (2019 m). Drugi lokalno pomembni vrhovi so Cerro Calderón (1837 m), Mont Caro (1441 m), Tossal d'Orenga (1144 m) in Montegordo (837 m),

## Reke
Ibersko gorovje ni tako visoko kot drugi gorski sistemi v Španiji. Vendar je s hidrografskega vidika zelo pomembno, ker imajo pomembne reke Iberskega polotoka svoj izvir v gorah, ki delijo Atlantik od sredozemskega razvodja. V Iberskem sistemu izvirajo naslednje reke:
- Douro in Tajo, ki tečeta proti Meseti, proti Portugalski proti zahodu
- Reka Jalón, eden glavnih pritokov Ebra, ki teče proti severu, pa tudi Huerva in reka Aranda
- Turia, Júcar in Cabriel, ki tečejo proti vzhodu čez Valencijsko skupnost proti Sredozemskemu morju